# Tvestjärten
Tvestjärten, även Tvistärten, Tivsnärten eller Snärten, är en ö i Morlanda socken i Orusts kommun.
Tvestjärten har en yta på 6,3 hektar. Ön har även kallats Djävulsön och ansågs vara lite av laglöst land. Sin första bosättning fick ön i form av två strandsittare under sillperioden på 1600-talet. Den avfolkades därefter åter och fick bofast befolkning först 1874 då Anders Johan Larsson flyttade hit från Gullholmen. Därefter följde fler familjer till ön som fick ett uppsving som fiskehamn under kutterfiskeperioden. På öns nordvästra sida uppfördes flera stora magasin och bryggor. Förutom fiskare bodde flera tunnbindare och saltmästare på Tvestjärten. 1925 bodde 39 personer på ön. Befolkningen har sedan stadigt minskat, 2012 fanns tre fastboende. Under sommaren tillkommer 42 personer. Bland öns byggnader märks det 1897 uppförda Arves magasin.